# Ligue de Xing'an
Cette page contient des caractères spéciaux ou non latins. S’ils s’affichent mal (▯, ?, etc.), consultez la page d’aide Unicode.
Pour les articles homonymes, voir Xing'an.
La ligue de Xing'an (mongol : ᠠᠨ
ᠠᠶᠢᠮᠠᠭ, Qiŋɣan ayimaɣ ; chinois : 兴安盟 ; pinyin : xīng'ān méng) est une subdivision administrative de niveau préfecture de la région autonome de Mongolie-Intérieure en Chine.

## Subdivisions administratives

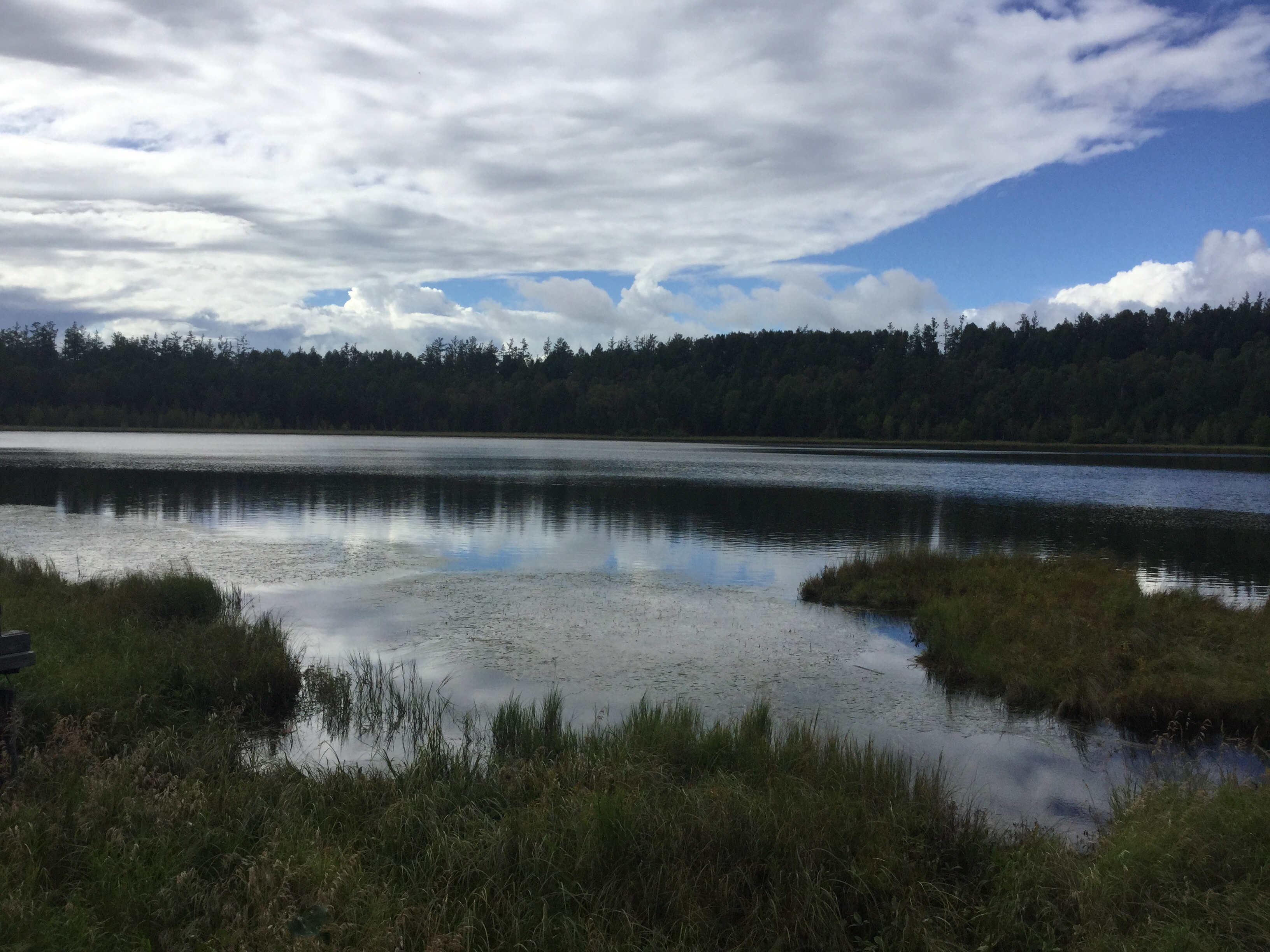
Tianchi, le Lac céleste d'Arxan

La ligue de Xing'an exerce sa juridiction sur six subdivisions -  deux villes-districts, un xian et trois bannières :
- la ville-district d'Ulan Hot - 乌兰浩特市, wūlánhàotè shì ;
- la ville-district d'Arxan - 阿尔山市, -ā'ěrshān shì ;
- le xian de Tuquan - 突泉县, tūquán xiàn ;
- la bannière avant droite de Horqin - 科尔沁右翼前旗, kē'ěrqìn yòuyì qián qí ;
- la bannière centrale droite de Horqin - 科尔沁右翼中旗, kē'ěrqìn yòuyì zhōng qí ;
- la bannière de Jalaid - 扎赉特旗, zālàitè qí.